# Xylotrupes socrates
Xylotrupes socrates, bọ hung tê giác Xiêm, kiến vương hai sừng hay đơn giản là bọ hung tê giác (tiếng Anh: Rhinoceros beetle, tiếng Thái: กว่างชน) là một loài bọ cánh cứng trong họ Scarabaeidae, chi Xylotrupes. Loài này được biết đến rộng rãi với việc được dùng làm thú vui để đấu bọ ở Thái Lan và Việt Nam.

## Mô tả
Giống như các loài khác trong phân họ Kiến vương, con đực của loài này có sừng còn con cái thì không. Cơ thể có màu nâu hạt dẻ (lúc trẻ) đến đen (lúc già) trên toàn bộ cơ thể.

## Phân bố
Loài này phân bố khắp khu vực Đông Dương và một số nước ở Nam Á như Bangladesh, Campuchia, Trung Quốc, Ấn Độ, Lào, Myanmar, Nepal, Thái Lan và Việt Nam.

## Môi trường sống và thức ăn
Loài này sống trong các vườn cây ăn trái, đặc biệt là cây chuối. Chúng cũng được tìm thấy trong các khu rừng thưa. Thức ăn của loài này là trái cây và thân cây chuối.